# ロッカウェイ・パーク・シャトル
ロッカウェイ・パーク・シャトル（英語: Rockaway Park Shuttle）は、アメリカ合衆国ニューヨーク州ニューヨーク市クイーンズ区を走るニューヨーク市地下鉄のBディビジョンに属するシャトルである。かつて独立地下鉄網 (IND) が保有・運営していた区間の一部である。INDロッカウェイ線のブロード・チャンネル駅からロッカウェイ・パーク-ビーチ116丁目駅間を走っている。

## 延長運転
|  |  |  |  |

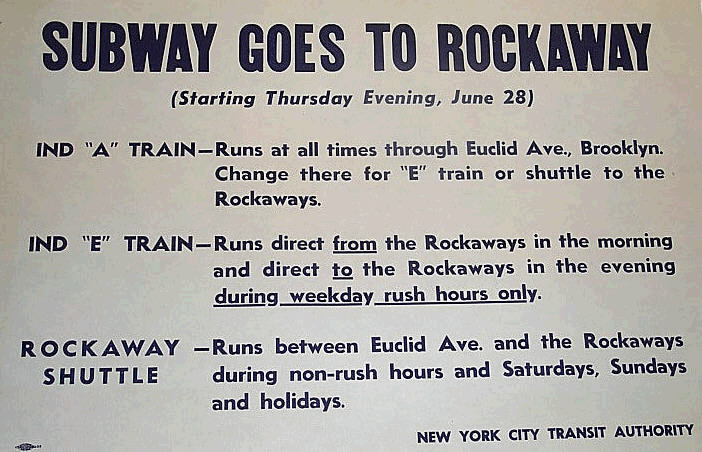
Subway Goes To Rockaway

2016年5月下旬、MTAは2016年の6月中旬からレイバー・デーまでロッカウェイ・パーク・シャトルを延長運転し、ブロード・チャンネル駅 - ロッカウェイ・ブールバード駅間も走行すると発表した。これによりオゾン・パーク-レファーツ・ブールバード駅行きとファー・ロッカウェイ-モット・アベニュー駅行きの両方の列車からシャトルに乗り換えられるようになったほか、ロッカウェイ・ブールバード駅でシャトルからより多くのA系統の列車に乗り換えられるようになった。また、この期間中はいつもの4両または5両編成ではなく8両または10両編成で運行された。この延長運転は2017年夏にも実施された。

## 駅
凡例
- - 停車
- - ラッシュアワーに混雑する方向のみ停車
- - 閉鎖

| ロッカウェイ・パーク・シャトル系統 | 駅名                                 | バリアフリー・アクセス | 地下鉄乗り換え |
| ---------------------------------- | ------------------------------------ | ---------------------- | -------------- |
| クイーンズ区                       |                                      |                        |                |
| Stops all times                    | ブロード・チャンネル駅               |                        | A線            |
| Stops all times                    | ビーチ90丁目駅                       |                        | A線            |
| Stops all times                    | ビーチ98丁目駅                       |                        | A線            |
| Stops all times                    | ビーチ105丁目駅                      |                        | A線            |
| Stops all times                    | ロッカウェイ・パーク-ビーチ116丁目駅 | バリアフリー・アクセス | A線            |